# Beno Orlando Burmann
Beno Orlando Burmann (Santa Maria da Boca do Monte, 21 de julho de 1925 – Porto Alegre, 24 de julho de 2006) foi um político brasileiro.
Quarto dos oito filhos do casal de descendente de alemães Rodolfo Burmann e Delicia Burmann, mudou-se para Ijuí em 1939, onde conseguiu emprego na loja comercial de Jacob Galbinski, trabalhou como contínuo na Associação Comercial e Industrial de Ijuí, depois sendo seu secretário. Estudou na Escola Técnica de Comércio, onde em 1946, formou-se contador. Em 1947 fundou o PTB em Ijuí, sendo eleito o primeiro vereador da juventude trabalhista.
Foi fiscal e inspetor da Secretaria Estadual da Fazenda, proprietário do moinho Arroio do Leão, no atual distrito do Chorão, além de proprietário e plantador no distrito de Mauá, foi um dos fundadores da Cotrijuí.
Foi eleito, em 3 de outubro de 1963, deputado estadual, pelo PTB, para a 41ª Legislatura da Assembleia Legislativa do Rio Grande do Sul, de 1963 a 1967.
Foi prefeito municipal de Ijuí de 1959 a 1963.
Foi eleito para seu segundo mandato como deputado estadual de 1982 até 1986.